# Disney Break
Disney Break est une émission diffusée sur la chaine NRJ 12 de 2009 à 2012 animée par Romain Migdalski.
Cette émission reprend les séries des chaînes Disney Channel et Disney XD diffusées en semaine en fin d'après-midi et le dimanche matin ainsi que des téléfilms Disney Channel Original Movies diffusés de façon aléatoire.
La voix-off des bandes-annonces de l'émission est celle de Victoria Piscina.
Le 11 avril 2010, Selena Gomez, l'actrice de la série Les Sorciers de Waverly Place fut l'invitée de l'émission.

## Programme

### Liste des séries proposées
- Aaron Stone
- Aux frontières de l'étrange
- Cory est dans la place
- Hannah Montana
- Hannah Montana Forever
- Jonas L.A.
- Les Sorciers de Waverly Place
- La Vie de palace de Zack et Cody
- Sonny
- Zeke et Luther
- La Vie de croisière de Zack et Cody
- Shake It Up
- Bonne chance Charlie
- Jessie
- doggyblog

### Les téléfilmsDisney Channel Original Movies
Ils furent diffusés ; de 2009 à 2010, en primetime chaque samedi soir et de 2010 à 2011 le dimanche matin à 9 h.
Leur diffusion fut stoppée de 2011 à 2012.
- Princess Protection Program : Mission Rosalinda
- Wendy Wu
- Drôles de vacances
- Des amours de sœurcières
- Les Sorcières d'Halloween 4
- Des amours de sœurcières 2
- Un costume pour deux
- Les Sœurs Callum
- Les Sorciers de Waverly Place : Le film
- Minutemen : Les Justiciers du temps
- SOS Daddy
- Le fantôme du cinéma
- Cadet Kelly
- Le Journal de Jaimie
- Calvin et Tyco
- Le Triomphe de Jace
- La Naissance d'une nouvelle star
- Chasseurs de vampire
- Face ou pile !
- Starstruck
- Skyrunners
- Lemonade Mouth
- Hannah Montana, le film
- Le Geek Charmant
- Amiennemies

## Accueil du public
Lancé le 30 août 2009, ce programme initialement constitué de séries Disney a connu un certain succès auprès des jeunes téléspectateurs et des femmes responsables des achats âgées de moins de 50 ans. Pour cette raison, une version primetime a été lancée, diffusant les téléfilms à succès de Disney Channel  (les Disney Channel Original Movies)
Parmi les meilleures audiences on peut citer :
- Wendy Wu diffusé le 10 octobre 2009  a réuni 523 000 téléspectateurs, plaçant NRJ 12 à la seconde place des chaînes de la TNT[2].
- Les Sorciers de Waverly Place, le film diffusé le 28 novembre 2009 a rassemblé 654 000 téléspectateurs[3], atteignant le meilleur score pour un programme de Disney Break.